# Ballon d'Or 1991
De Ballon d'Or 1991 was de 36e editie van de voetbalprijs georganiseerd door het Franse tijdschrift France Football. De prijs werd gewonnen door Jean-Pierre Papin (Olympique Marseille).
De jury was samengesteld uit 29 journalisten die aangesloten waren bij de volgende verenigingen van de UEFA: Albanië, Duitsland, Oostenrijk, België, Bulgarije, Tsjecho-Slowakije, Denemarken, Spanje, Finland, Frankrijk, Griekenland, Hongarije, Engeland, Ierland, IJsland, Italië, Luxemburg, Malta, Nederland, Polen, Portugal, Roemenië, Schotland, Sovjet-Unie, Zweden, Zwitserland, Turkije en Joegoslavië.
De resultaten van de stemming werden gepubliceerd in editie 2385 van France Football op 24 december 1991.

## Stemprocedure
Elk jurylid koos de beste vijf spelers van Europa. De speler op de eerste plaats kreeg vijf punten, de tweede keus vier punten en zo verder. Op die wijze werden 435 punten verdeeld, 145 punten was het maximale aantal punten dat een speler kon behalen (in geval van een negenentwintig koppige jury).

## Uitslag
| Plaats | Speler                  | Club                             | Stemmen | Stemmen | Stemmen | Stemmen | Stemmen | Stemmen | Punten |
| Plaats | Speler                  | Club                             | 1º      | 2º      | 3º      | 4º      | 5º      | Totaal  | Punten |
| ------ | ----------------------- | -------------------------------- | ------- | ------- | ------- | ------- | ------- | ------- | ------ |
| 1º     | Jean-Pierre Papin       | Olympique Marseille              | 26      | 2       | 1       |         |         | 29      | 141    |
| 2º     | Dejan Savićević         | Rode Ster Belgrado               | 2       | 5       | 2       | 3       |         | 12      | 42     |
|        | Darko Pančev            | Rode Ster Belgrado               |         | 6       | 5       | 1       | 1       | 13      | 42     |
|        | Lothar Matthäus         | Internazionale                   |         | 4       | 4       | 6       | 2       | 16      | 42     |
| 5º     | Robert Prosinečki       | Rode Ster Belgrado / Real Madrid |         | 5       | 2       | 3       | 2       | 12      | 34     |
| 6º     | Gary Lineker            | Tottenham Hotspur                | 1       | 1       | 5       | 2       | 5       | 14      | 33     |
| 7º     | Gianluca Vialli         | Sampdoria                        |         | 1       | 1       | 5       | 1       | 8       | 18     |
| 8º     | Miodrag Belodedici      | Rode Ster Belgrado               |         | 3       | 1       |         |         | 4       | 15     |
| 9º     | Mark Hughes             | Manchester United                |         |         | 1       | 3       | 3       | 7       | 12     |
| 10º    | Chris Waddle            | Olympique Marseille              |         | 2       | 1       |         |         | 3       | 11     |
| 11º    | Michael Laudrup         | FC Barcelona                     |         |         | 1       | 1       | 2       | 4       | 7      |
| 12º    | Rudi Völler             | AS Roma                          |         |         |         | 2       | 1       | 3       | 5      |
| 13º    | Txiki Begiristain       | FC Barcelona                     |         |         | 1       |         |         | 1       | 3      |
|        | Bruno Martini           | AJ Auxerre                       |         |         | 1       |         |         | 1       | 3      |
|        | Paul McGrath            | Aston Villa                      |         |         | 1       |         |         | 1       | 3      |
|        | Dean Saunders           | Derby County / Liverpool         |         |         | 1       |         |         | 1       | 3      |
|        | Christo Stoitsjkov      | FC Barcelona                     |         |         | 1       |         |         | 1       | 3      |
|        | Stéphane Chapuisat      | Borussia Dortmund                |         |         |         | 1       | 1       | 2       | 3      |
| 19º    | Roberto Mancini         | Sampdoria                        |         |         |         | 1       |         | 1       | 2      |
|        | Marco van Basten        | AC Milan                         |         |         |         | 1       |         | 1       | 2      |
| 21º    | Laurent Blanc           | Montpellier / Napoli             |         |         |         |         | 1       | 1       | 1      |
|        | Guido Buchwald          | VfB Stuttgart                    |         |         |         |         | 1       | 1       | 1      |
|        | Thomas Doll             | Hamburger SV/ Lazio              |         |         |         |         | 1       | 1       | 1      |
|        | Stefan Effenberg        | Bayern München                   |         |         |         |         | 1       | 1       | 1      |
|        | Ruud Gullit             | AC Milan                         |         |         |         |         | 1       | 1       | 1      |
|        | Gheorghe Hagi           | Real Madrid                      |         |         |         |         | 1       | 1       | 1      |
|        | Guy Hellers             | Standard Luik                    |         |         |         |         | 1       | 1       | 1      |
|        | Aleksej Michailitsjenko | Sampdoria / Glasgow Rangers      |         |         |         |         | 1       | 1       | 1      |
|        | Gianluca Pagliuca       | Sampdoria                        |         |         |         |         | 1       | 1       | 1      |
|        | Gary Pallister          | Manchester United                |         |         |         |         | 1       | 1       | 1      |
|        | Dimitris Saravakos      | Panathinaikos                    |         |         |         |         | 1       | 1       | 1      |

## Referentie
- Eindklassement op RSSSF

France Football:
1956 · 
1957 · 
1958 · 
1959 · 
1960 · 
1961 · 
1962 · 
1963 · 
1964 · 
1965 · 
1966 · 
1967 · 
1968 · 
1969 · 
1970 · 
1971 · 
1972 · 
1973 · 
1974 · 
1975 · 
1976 · 
1977 · 
1978 · 
1979 · 
1980 · 
1981 · 
1982 · 
1983 · 
1984 · 
1985 · 
1986 · 
1987 · 
1988 · 
1989 · 
1990 · 
1991 · 
1992 · 
1993 · 
1994 · 
1995 · 
1996 · 
1997 · 
1998 · 
1999 · 
2000 · 
2001 · 
2002 · 
2003 · 
2004 · 
2005 · 
2006 · 
2007 · 
2008 · 
2009 · 
2016 · 
2017 · 
2018 · 
2019 · 
2021 · 
2022 · 
2023 · 
2024